# Venus (píseň, Lady Gaga)
Venus je píseň od americké zpěvačky Lady Gaga z jejího třetího studiového alba ARTPOP. V době vydání alba sloužila jako první promo singl. K poslechu byla dostupná 27. října 2013 na VEVO a o den později oficiálně vyšel na iTunes.

## O písni
Gaga 10. října 2013 na twitteru potvrdila, že Venus bude druhým singlem z alba a až do jeho vydání na twitteru sdílela ukázky a úryvky z písně jako třeba "Take me to your planet / take me to your leader/ take me to your Venus". Jenže po vydání původního prvního promo singlu Do What U Want, který měl obrovský úspěch po celém světě se Gaga rozhodla udělat ji druhým oficiálním singlem a Venus se tak stal pouze propagačním singlem.

## Živá vystoupení
Poprvé singl předvedla 26. října 2013 v klubu G-A-Y v Londýně. Další představení bylo 27. října 2013 v britském X-Factoru společně se singlem Do What U Want. 8. listopadu 2013 se vysílala epizoda britského pořadu The Graham Norton Show, kde Gaga opět vystoupila s Venus a Do What U Want. Dále byla píseň představena na oslavě vydání alba, ArtRave. Venus zazněla i v speciálním pořadu stanice ABC: Lady Gaga and the Muppets' Holiday Spectacular. Naživo píseň předvedla i v Japonsku na začátku prosince.

## Hudební příčky
| Období (2013)          | Max. příčka |
| ---------------------- | ----------- |
| Austrálie              | 31          |
| Rakousko               | 36          |
| Kanada                 | 19          |
| Francie                | 9           |
| Německo                | 35          |
| Irsko                  | 13          |
| Nový Zéland            | 20          |
| Švýcarsko              | 18          |
| Velká Británie         | 76          |
| U.S. Billboard Hot 100 | 32          |